# Pere Bosch-Labrús i Blat
Pere Bosch-Labrús i Blat   (Barcelona, 25 de maig de 1869 - Santa Maria del Collell, 25 de juliol de 1936) fou un advocat, empresari industrial i aristòcrata català.

## Biografia
Fou fill de Pere Bosch i Labrús, natural de Besalú, i de Josepa Blat i Caparols, natural de Mataró, i germà de Lluís Bosch-Labrús i Blat.
Es va casar a Barcelona el 30 de maig de 1891 amb Raimunda Reig i Vilardell.
El 25 de novembre del 1926 va rebre el títol de vescomte de Bosch-Labrús de mans del rei Alfons XIII.
El juliol del 1936, un comando de la FAI va saquejar el seu domicili de Barcelona i va detenir el vescomte i el seu fill i successor per a afusellar-los el dia 25 al Santuari de Santa Maria del Collell, prop de Banyoles.